# Jérémie Durand
Jérémie Durand (Suresnes, 4 marzo 1986) è un ex sciatore alpino francese.

## Biografia
Originario di Pringy e attivo in gare FIS dal dicembre del 2001, in Coppa Europa Durand esordì il 4 febbraio 2004 a Les Orres in discesa libera (56º) e conquistò l'unica vittoria, nonché primo podio, il 24 gennaio 2008 a Sarentino in supercombinata. Nel mese seguente esordì in Coppa del Mondo, il 29 febbraio 2008 a Kvitfjell in discesa libera (56º) e il giorno dopo ottenne, nelle medesime località e specialità, il miglior piazzamento nel massimo circuito internazionale (39º). Sempre nel 2008, il 14 marzo, conquistò l'ultimo podio in Coppa Europa, a Les Orres in discesa libera (3º). Prese per l'ultima volta il via in Coppa del Mondo il 29 dicembre 2009 a Bormio in discesa libera (46º) e si ritirò al termine di quella stessa stagione 2009-2010; la sua ultima gara fu il supergigante dei Campionati francesi 2010, disputato il 19 marzo a Les Menuires e chiuso da Durand al 109º posto. In carriera non prese parte a rassegne olimpiche o iridate.

## Palmarès

### Coppa Europa
- Miglior piazzamento in classifica generale: 16º nel 2008
- 3 podi:
  - 1 vittoria
  - 2 terzi posti

#### Coppa Europa - vittorie
| Data            | Località  | Paese  | Specialità |
| --------------- | --------- | ------ | ---------- |
| 24 gennaio 2008 | Sarentino | Italia | SC         |

Legenda:

SC = supercombinata